# Ernst Eklund

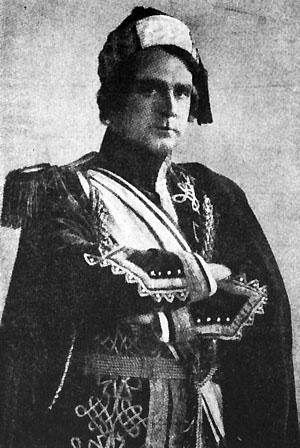
Ernst Eklunden Furstebarnet en 1913

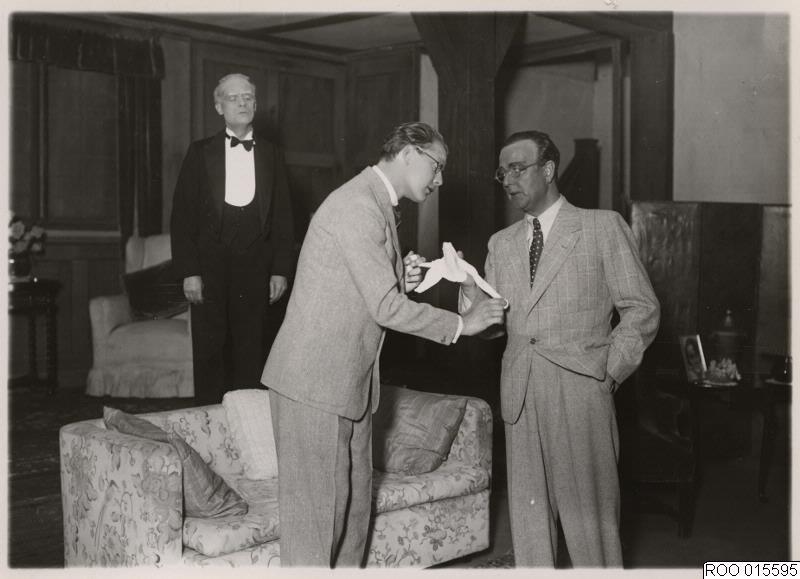
Desde la izq.: Bertil Ehrenmark, Björn Berglund y Ernst Eklund.

Ernst Eklund (6 de agosto de 1882-3 de agosto de 1971) fue un actor y director teatral y cinematográfico de nacionalidad sueca.

## Biografía
Nacido en la Parroquia de Östervåla, Uppland, Suecia, su nombre completo era Ernst Olof Eklund. Eklund se formó como empleado de correos, trabajando como tal en 1903, pero mientras ejercía sus funciones en Gävle empezó a actuar en teatro de aficionados. 
En 1908 debutó como cantante, pero a partir de 1910 se dedicó a la interpretación. En 1917 llegó al Blancheteatern, del cual fue su director. A lo largo de su carrera fue director de seis teatros privados, el Blancheteatern (1917–1926), el Komediteatern (1923–1938), el Konserthusteatern (1926-1927), el Skansenteatern (1934-1940), el Oscarsteatern (1938–1941) y el Lisebergsteatern de Gotemburgo (1947–1956). 
Su debut en el cine tuvo lugar con el film de Victor Sjöström Strejken, estrenado en 1914. 
Ernst Eklund falleció en Bromma, Estocolmo, Suecia, en 1971. En 1919 se había casado con la actriz Alice Eklund. Tuvo un hijo, el actor Nils Eklund.

## Teatro

### Actor
- 1911 : Unge greven, de Knut Michaelson, escenografía de Knut Michaelson, Komediteatern[1]
- 1912 : Kärlek utan strumpor, de Johan Herman Wessel, Komediteatern[2]
- 1912 : Aftonstjärnan, de Hjalmar Söderberg, Komediteatern[3]
- 1912 : I sista stund, de Helena Nyblom, escenografía de Emil Grandinson, Komediteatern[4]
- 1912 : 4711, de Algot Sandberg, escenografía de Knut Nyblom, Vasateatern[5][6]
- 1913 : En äkta man, de Karl Hedberg, Vasateatern[7]
- 1913 : Furstebarnet, de Franz Lehár, Oscarsteatern
- 1913 : Som man är klädd..., de Gábor Drégely, escenografía de Knut Nyblom, Vasateatern[8]
- 1921 : Det levande liket, de León Tolstói, escenografía de Alexander Moissi, Blancheteatern[9]
- 1921 : Kammarfrun, de Félix Gandéra, escenografía de Ernst Eklund, Blancheteatern[10]
- 1922 : Lulu, de Frank Wedekind, escenografía de Maria Orska, Blancheteatern[11]
- 1923 : Din nästas fästmö, de Adelaide Matthews y Ann Nichols, Blancheteatern[12] y Djurgårdsteatern[13]
- 1923 : Öster om Suez, de W. Somerset Maugham, escenografía de Ernst Eklund, Komediteatern[14]
- 1923 : Hjärter är trumf, de Félix Gandéra, escenografía de Ernst Eklund, Komediteatern[15]
- 1924 : Reggies bröllop, de Edward Salisbury Field, escenografía de Ernst Eklund, Blancheteatern[16]
- 1924 : Kammarfrun, de Félix Gandéra, Blancheteatern[17]
- 1924 : Kungens amour, de Brita von Horn, escenografía de Mathias Taube, Komediteatern[18]
- 1927 : Guldgrävare, de Avery Hopwood, escenografía de Ernst Eklund, Djurgårdsteatern[19]
- 1927 : Mysteriet Milton, de Edgar Wallace, escenografía de Ernst Eklund, Komediteatern[20]
- 1928 : Alla ha rätt, de Luigi Pirandello, escenografía de Ernst Eklund, Komediteatern[21]
- 1928 : Mördaren, de Hildur Dixelius, escenografía de Ernst Eklund, Komediteatern[22]
- 1929 : La ópera de los tres centavos, de Bertolt Brecht y Kurt Weill, escenografía de Ernst Eklund, Komediteatern[23]
- 1930 : God morgon, Bill, de P. G. Wodehouse y Ladislaus Fodor, escenografía de Gösta Cederlund, Komediteatern[24][25]
- 1934 : Tovaritch, de Jacques Deval, escenografía de Ernst Eklund, Komediteatern
- 1935 : Tonvikt på ungdomen, de Samson Raphaelson, escenografía de Ernst Eklund, Komediteatern[26][27]
- 1935 : Natt över havet, de Harry Blomberg, escenografía de Ernst Eklund, Komediteatern
- 1937 : Timmen H, de Pierre Chaine, escenografía de Ernst Eklund, Komediteatern[28]
- 1938 : La ópera de los tres centavos, de Bertolt Brecht y Kurt Weill, escenografía de Ernst Eklund, Oscarsteatern[29]
- 1939 : Celeber skilsmässa, de Gilbert Wakefield, escenografía de Ernst Eklund, Oscarsteatern[30]
- 1939 : Madame Sans Gêne, de Victorien Sardou y Émile Moreau, escenografía de Olof Molander, Oscarsteatern[31]
- 1940 : Fröken kyrkråtta, de Ladislas Fodor y Ludvig Schinseder, escenografía de Ernst Eklund, Oscarsteatern[32]
- 1940 : Trettio sekunder kärlek, de Aldo De Benedetti, escenografía de Ernst Eklund, Oscarsteatern[33]
- 1940 : Älskar du mig?, de Arthur Macrae, escenografía de Ernst Eklund, Oscarsteatern[34]
- 1940 : Susan älskar alla, de Rachel Crothers, escenografía de Ernst Eklund, Oscarsteatern[35]
- 1943 : Jag är sjutton år, de Paul Vandenberghe, escenografía de Harry Roeck-Hansen, Blancheteatern[36]
- 1943 : De små rävarna, de Lillian Hellman, escenografía de Harry Roeck-Hansen, Blancheteatern[37]
- 1945 : Olivia, de Terence Rattigan, escenografía de Ernst Eklund, Vasateatern[38]
- 1947 : Röd i det blå, de Zoë Akins, escenografía de Ernst Eklund, Vasateatern[39]
- 1947 : Han träffas inte här, de Gustaf Hellström, escenografía de Ernst Eklund, Blancheteatern[40]
- 1948 : Jane, de W. Somerset Maugham, escenografía de Ernst Eklund, Vasateatern[41]
- 1950  Dafne, de James Bridie, escenografía de Ernst Eklund, Vasateatern[42]
- 1951 : Swedenhielms, de Hjalmar Bergman, escenografía de Harry Roeck-Hansen, Blancheteatern[43]
- 1955 : Äktenskapsmäklerskan, de Thornton Wilder, escenografía de Per Gerhard, Intiman[44]
- 1955 : Vad vet mamma om kärlek, de William Douglas-Home, escenografía de Per Gerhard, Intiman[45]
- 1961 : Mamma San, de Leonard Spigelgass, escenografía de Per Gerhard, Vasateatern[46]

### Director
- 1923 : Öster om Suez, de W. Somerset Maugham, Komediteatern
- 1923 : Hjärter är trumf, de Félix Gandéra, Komediteatern
- 1924 : Reggies bröllop, de Edward Salisbury Field, Blancheteatern
- 1924 : Portieren på Maxim, de Charles-Anatole Le Querrec, Gustave Quinson y Henri Geroule, Blancheteatern[47]
- 1924 : Kammarfrun, de Felix Gandera, Blancheteatern[48]
- 1925 : Outward Bound, de Sutton Vane, Komediteatern
- 1925 : At Mrs. Beam's, de Charles Kirkpatrick Munro, Blancheteatern
- 1925 : Var har du varit i natt?, de André Birabeau y Jean Guitton, Komediteatern
- 1926 : Den gröna hatten, de Michael Arlen, Komediteatern
- 1926 : La señorita Julia, de August Strindberg, Komediteatern
- 1927 : Kiki, de André Picard, Komediteatern
- 1927 : Guldgrävare, de Avery Hopwood, Djurgårdsteatern
- 1927 : Dover-Calais, de Julius Berstl, Komediteatern
- 1927 : The Ringer, de Edgar Wallace, Komediteatern
- 1928 : Así es (si así os parece), de Luigi Pirandello, Komediteatern
- 1928 : La prisonnière, de Édouard Bourdet, Komediteatern
- 1928 : Tu m'epousseras, de Louis Verneuil, Komediteatern
- 1928 : Sista slöjan, de G.W. Wheatley, Komediteatern
- 1928 : Republiken befaller, de Rudolf Lothar y Fritz Gottwald, Komediteatern
- 1928 : The Ringer, de Edgar Wallace, Komediteatern
- 1928 : Mördaren, de Hildur Dixelius, Komediteatern
- 1929 : Fröken kyrkråtta, de Ladislas Fodor y Ludvig Schinseder, Komediteatern
- 1929 : La ópera de los tres centavos, Bertolt Brecht y Kurt Weill, Komediteatern
- 1930 : Det enda rätta, de Fjodor Tserenkov, Komediteatern
- 1930 : Han, de Alfred Savoir, Komediteatern
- 1930 : Frun har ledigt, de Paul Armont y Marcel Gerbidon, Komediteatern
- 1931 : Outward Bound, de Sutton Vane, Komediteatern
- 1931 : Guldpennan, de Ladislaus Fodor, Komediteatern
- 1931 : Il manquait un homme, de Félix Gandéra, Komediteatern
- 1931 : Världens vackraste ögon, de Jean Sarment, Komediteatern
- 1931 : Lilla Katarina, de Alfred Savoir, Komediteatern
- 1932 : Kärlek undanbedes, de Wilhelm Sterk, Komediteatern
- 1932 : En man för mig, de Leo Lenz, Komediteatern
- 1932 : La ópera de los tres centavos, de Bertolt Brecht y Kurt Weill, Komediteatern
- 1932 : Ordet, de Kaj Munk, Komediteatern
- 1933 : Die kleine Trafik, de Ladislaus Bus-Fekete, Komediteatern
- 1933 : Da stimmt was nicht, de Franz Arnold, Komediteatern
- 1934 : Koppla av, de Erich Ebermayer, Komediteatern
- 1934 : Bröllopet på Ulfåsa, de Frans Hedberg, Skansens friluftsteater
- 1934 : Bröllopet på Ulfåsa, de Frans Hedberg, Komediteatern
- 1934 : Tovaritch, de Jacques Deval, Komediteatern[49]
- 1935 : Accent On Youth, de Samson Raphaelson, Komediteatern
- 1935 : Frihetsfejden, de Ernst Eklund, Skansens friluftsteater[50]
- 1935 : Natt över havet, de Harry Blomberg, Komediteatern
- 1936 : Côte d'Azur, de André Birabeau y Georges Dolley, Komediteatern
- 1936 : Kanaljer, de Philip Johnson, Komediteatern
- 1936 : Regina von Emmeritz, de Zacharias Topelius, Skansens friluftsteater[51]
- 1936 : Casa de muñecas, de Henrik Ibsen, Komediteatern
- 1937 : L'heure H, de Pierre Chaine, Komediteatern
- 1937 : Drabanten, de Ernst Eklund, Skansens friluftsteater
- 1937 : Grönt vatten, de Max Catto, Komediteatern
- 1938 : Jag känner dig inte, de Aldo De Benedetti, Komediteatern
- 1938 : Värmlänningarna, de Fredrik August Dahlgren y Andreas Randel, Skansens friluftsteater
- 1938 : La ópera de los tres centavos, de Bertolt Brecht y Kurt Weill, Oscarsteatern
- 1939 : Min fru från Paris, de Jacques Deval, Oscarsteatern
- 1939 : La mascotte, de Edmond Audran, Alfred Duru y Henri Charles Chivot, Skansens friluftsteater
- 1939 : Celeber skilsmässa, de Gilbert Wakefield, Oscarsteatern
- 1940 : Trettio sekunder kärlek, de Aldo De Benedetti, Oscarsteatern
- 1940 : Älskar du mig?, de Arthur Macrae, Oscarsteatern
- 1940 : Din nästas fästmö, de Adelaide Matthews y Anne Nichols, Oscarsteatern
- 1940 : Fröken kyrkråtta, de Ladislas Fodor y Ludvig Schinseder, Oscarsteatern
- 1940 : Noche de reyes, de William Shakespeare, Skansens friluftsteater
- 1940 : Susan älskar alla, de Rachel Crothers, Oscarsteatern
- 1941 : Egelykke, de Kaj Munk, Oscarsteatern
- 1945 : Love In Idleness, de Terrence Rattigan, Vasateatern
- 1947 : Plans For Tomorrow, de Zoë Akins, Vasateatern
- 1947 : Han träffas inte här, de Gustaf Hellström, Blancheteatern
- 1948 : Jane, de W. Somerset Maugham, Vasateatern
- 1950 : Ung man gör visit, de Gustaf Hellström, Blancheteatern
- 1950 : Daphne Laureola, de James Bridie, Vasateatern
- 1951 : Miss Plinchby's kabale, de Kjeld Abell, Blancheteatern
- 1958 : Tovaritch, de Jacques Deval, Folkan

## Filmografía

### Actor
- 1955 : Så tuktas kärleken
- 1954 : Seger i mörker
- 1954 : Café Lunchrasten
- 1951 : Dårskapens hus
- 1949 : Smeder på luffen
- 1948 : Banketten
- 1946 : Kris
- 1946 : Brita i grosshandlarhuset
- 1945 : Jagad
- 1945 : Maria på Kvarngården
- 1944 : Gröna hissen
- 1944 : Lev farligt
- 1943 : Flickan är ett fynd
- 1943 : Ungt blod
- 1943 : Älskling, jag ger mig
- 1942 : Farliga vägar
- 1942 : Det är min musik
- 1942 : Jacobs stege
- 1942 : Vi hemslavinnor
- 1942 : Morgondagens melodi
- 1941 : Fröken Kyrkråtta
- 1941 : Den ljusnande framtid
- 1941 : Hemtrevnad i kasern
- 1939 : Ombyte förnöjer
- 1938 : Milly, Maria och jag
- 1936 : Stackars miljonärer
- 1936 : Fröken blir piga
- 1936 : Johan Ulfstjerna
- 1935 : Under falsk flagg
- 1934 : En stilla flirt
- 1934 : Sången till henne
- 1933 : En natt på Smygeholm
- 1932 : En stulen vals
- 1922 : Lord Saviles brott
- 1922 : Ödets redskap
- 1920 : En hustru till låns
- 1920 : Kärlek och björnjakt
- 1919 : Jefthas dotter
- 1915 : Strejken
- 1962 : Värmlänningarna (TV)
- 1961 : Kardinalernas middag (TV)

### Director
- 1943 : Flickan är ett fynd

### Guionista
- 1945 : Quartetto pazzo